# Campbellfield
Campbellfield är en del av en befolkad plats i Australien. Den ligger i kommunen City of Hume och delstaten Victoria, omkring 15 kilometer norr om delstatshuvudstaden Melbourne. Campbellfield är en förort till Melbourne och utgjorde tidigare en del av Broadmeadows. Antalet invånare är 5 467 (2015).
Runt Campbellfield är det mycket tätbefolkat, med 2 103 invånare per kvadratkilometer.. Närmaste större samhälle är Melbourne, omkring 15 kilometer söder om Campbellfield. 
Runt Campbellfield är det i huvudsak tätbebyggt. Genomsnittlig årsnederbörd är 1 244 millimeter. Den regnigaste månaden är juli, med i genomsnitt 140 mm nederbörd, och den torraste är januari, med 49 mm nederbörd.

## Historia
Campbellfield hade en Ford-fabrik, Broadmeadows Assembly, mellan 1959 och 2016. Där tillverkades bland annat Ford Falcon och Ford Territory. När fabriken stängde försvann 650 arbetstillfällen.